# Karbon

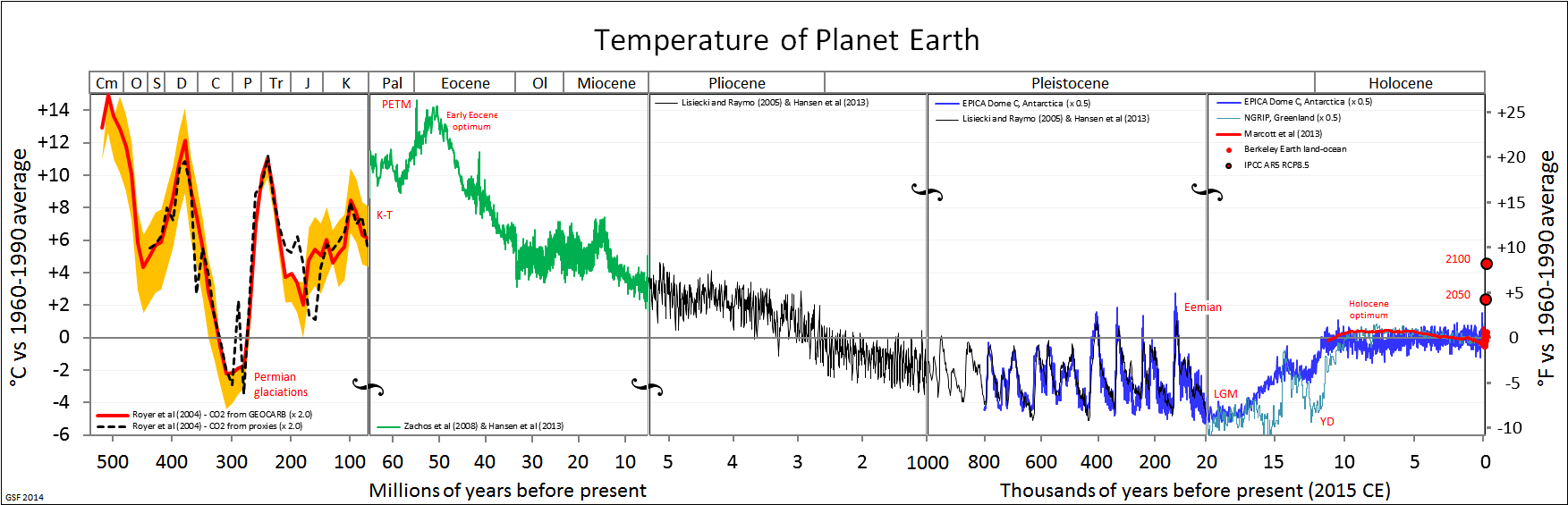
Hőmérséklet-diagram

A karbon földtörténeti időszak, a földtörténeti óidő (paleozoikum) hat időszaka közül az ötödik, a devon és a perm közt. Hossza mintegy hatvanmillió év volt: 358,9 (± 0,4) millió évvel ezelőtt kezdődött és 298,9 (± 0,15) millió évvel ezelőtt ért véget.
Nevét a szén elemről kapta, amelynek latin neve carbonium, a Nyugat-Európában talált nagy széntelepekről, amelyek ebben a korban keletkeztek. A karbon időszak két alkorszakra tagolható: első harmada a kora karbon (vagy mississippi kor), későbbi része a késő karbon (vagy pennsylvaniai kor).
A késő devon idején a világtenger szintje csökkent, a karbonban azonban ez a folyamat visszafordult, új tengerek keletkeztek és ekkor jöttek létre a mississippi korszak szénlerakódásai. A déli pólus ugyanakkor lehűlt: a Gondwana őskontinens déli része a karbon idejére eljegesedett, bár lehet, hogy a jégtakaró a devonban keletkezett és ez maradt fenn. A trópusok buja széntermelő mocsaraira azonban mindennek semmilyen hatása nem volt.
A karbon közepén ismét csökkent a tengerek szintje, ami a tengeri fajok jelentős kihalását idézte elő, ami főleg az ammoniteszeket és a crinoideákat érintette súlyosan. Ez a folyamat és az általa okozott folytonosságmegszakadás az észak-amerikai kőzetrétegekben képzi a mississippi időszak határát, a pennsylvaniai időszak kezdetét.
A karbon az aktív hegységképződés időszak volt, ekkor jött létre a Pangea szuperkontinens, párhuzamosan a variszkuszi orogénnel. A déli szuperkontinens, a Gondwana beleütközött Észak-Amerika-Európába (Laurázsia) Észak-Amerika jelenlegi keleti partvonala mentén. Ez az ütközése vezetett Európában a variszkuszi, Észak-Amerikában az Allegheny hegységképződéshez. Az újonnan kiemelkedett Appalache-hegységet délnyugati irányban kiterjesztette (Ouachita-hegység). Ugyanekkor csatlakozott a mai kelet-eurázsiai kontinenslemez Európához a mai Ural-hegység mentén. Így összeállt a mezozoikumi Pangea szuperkontinens jó része, bár még külön állt a mai Észak-Kína (amely a karbon végén csatlakozott), illetve Dél-Kína lemeze. A késő karbon idején a Pangea "O" alakot vett fel.
A karbon idején két fő óceán létezett: a Panthalassza és a karboni Pangea O-ján belül a Paleo-Tethys. A többi, kisebb óceán zsugorodott és végül be is záródott: Rhea-óceánt Észak-Amerika és Dél-Amerika összezáródása tüntette el, a kicsi, sekély Ural-óceánt a Baltica és Szibéria kontinensek ütközése, amely létrehozta az Ural-hegységet és a Paleo-Tethys-óceánt.

## Éghajlat

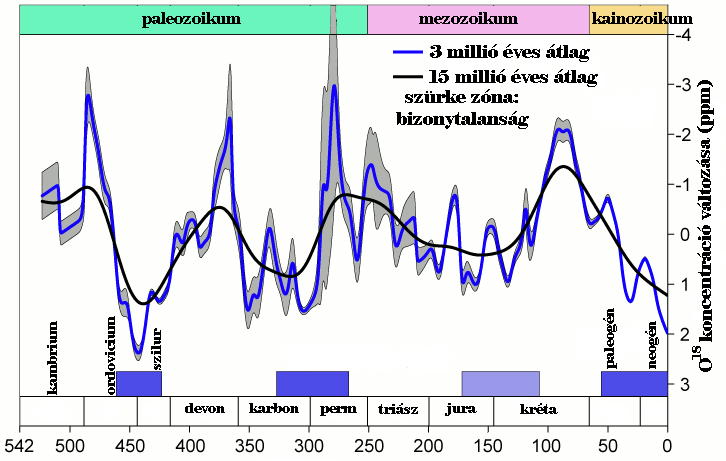
Éghajlatdiagram az utóbbi félmilliárd évről

A karbon jelentős részében, különösen az északi félteke területein trópusi viszonyok uralkodtak. Az alsó karbonban nagyon gyakori volt a mészkő, a korallzátonyok pedig egészen a mai északi 78° szélességi körig terjedtek el. Szintén bizonyíték a felső karbon intenzív kőszénképződése, a szénrétegek között talált növényi fosszíliák jellegzetes nagy levelei, a levélszövetek gyors növekedésének nyomai, vagy a fatörzseken az évgyűrűk hiánya. A karbonban élt különlegesen nagyméretű rovarok ugyancsak forró éghajlatra utalnak.
Az északi és déli félteke között azonban jelentős éghajlati különbség lehetett. A karbon legvégén, azzal egy időben, ahogy az északi szárazföldeken szárazabb meleg éghajlat kezdett kialakulni és a kőszénképződés is csökkent, a déli félgömbön több helyen eljegesedés mutatkozott.

## Élővilága

### Növényvilág
A karbon idején keletkezett a Föld teljes kőszénkészletének mintegy fele. A párás, gyakran mocsári környezetben hatalmas, 30 méteres magasságot is elérő erdőket alkottak a korpafüvek, zsurlók, páfrányok és magvaspáfrányok.  

### Állatvilága
A karbon idején kőzetképzően nagy mennyiségben éltek a vizekben az egysejtű Foraminiferák. Jelentősen elterjedtek a pörgekarúak és a tengerililiomok. A szárazföldön megjelentek a hüllők, az ízeltlábúak egyes csoportjai pedig megtanultak repülni.